# Antonieta Amalia de Brunswick-Wolfenbüttel
Antonieta Amalia de Brunswick-Wolfenbüttel (Wolfenbüttel, 14 de abril de 1696-Brunswick, 6 de marzo de 1762) fue duquesa de Brunswick-Luneburgo y esposa del primo de su padre, Fernando Alberto II de Brunswick-Wolfenbüttel. Era la madre de la reina de Prusia, Isabel Cristina de Brunswick-Bevern; de la duquesa de Sajonia-Coburgo-Saalfeld, Sofía Antonia de Brunswick-Wolfenbüttel; y de la reina de Dinamarca, Juliana María de Brunswick-Wolfenbüttel.

## Primeros años

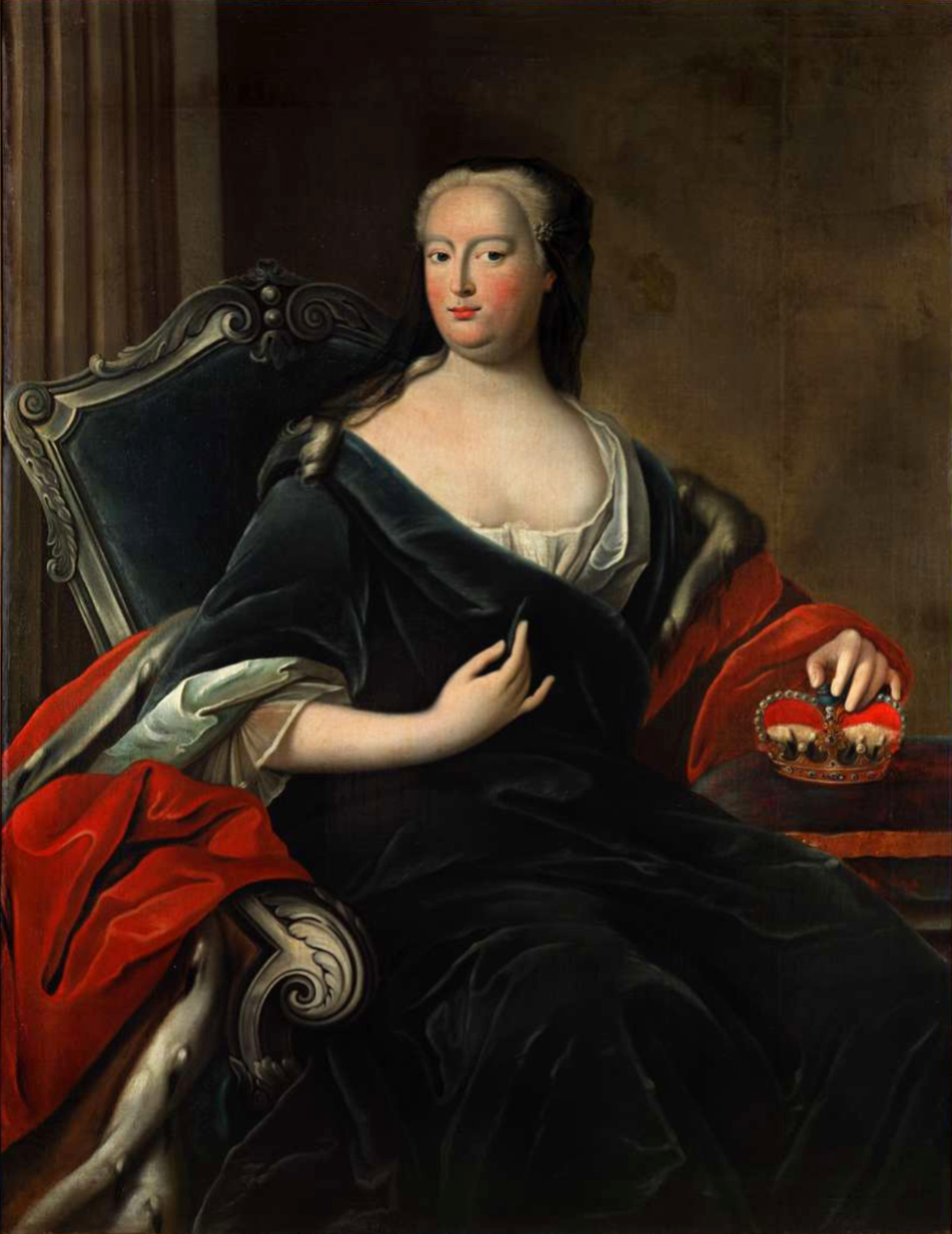
Antonieta Amalia de Brunswick-Wolfenbüttel

Antonieta fue la menor de cuatro hijas de Luis Rodolfo de Brunswick-Luneburgo y su esposa, Cristina Luisa de Oettingen-Oettingen. Su hermana mayor era Isabel Cristina, madre de la emperatriz María Teresa. Su otra hermana sobreviviente, Carlota Cristina, era la nuera de Pedro el Grande de Rusia.

## Matrimonio
El 15 de octubre de 1712 contrajo matrimonio con Fernando Alberto II de Brunswick-Wolfenbüttel, hijo de Fernando Alberto I, duque de Brunswick-Luneburgo, y de Cristina de Hesse-Eschwege. A pesar de la diferencia de edad (Fernando era 16 años mayor que ella) el matrimonio fue muy feliz, y Antonieta fue madre de ocho hijos y seis hijas. Después de 1735, su suegro murió y su esposo le sucedió como duque de Brunswick-Luneburgo. Su marido falleció en septiembre de ese mismo año. La duquesa viuda sobrevivió a su marido durante 27 años.

## Descendencia
Antonieta y Fernando tuvieron 14 hijos:
1. Carlos I (1 de agosto de 1713-26 de marzo de 1780), casado con Filipina Carlota de Prusia, con descendencia.
2. Antonio Ulrico (28 de agosto de 1714-4 de mayo de 1774), casado con la duquesa rusa Ana Leopóldovna de Mecklemburgo-Schwerin, con descendencia.
3. Isabel Cristina (8 de noviembre de 1715-13 de enero de 1797), casada con el rey de Prusia Federico II el Grande, sin descendencia.
4. Luis Ernesto (25 de septiembre de 1718-12 de mayo de 1788), murió soltero.
5. Augusto (23 de noviembre de 1719-26 de marzo de 1720), murió en la infancia.
6. Fernando (12 de enero de 1721-3 de julio de 1792), murió soltero.
7. Luisa Amalia (29 de enero de 1722-13 de enero de 1780), casada con el príncipe Augusto Guillermo de Prusia, con descendencia.
8. Sofía Antonia (13 de enero de 1724-17 de mayo de 1802), casada con el duque Ernesto Federico de Sajonia-Coburgo-Saalfeld, con descendencia.
9. Alberto (4 de mayo de 1725-30 de septiembre de 1745), murió joven y soltero.
10. Carlota (30 de noviembre de 1726-20 de mayo de 1766), murió soltera.
11. Teresa Natalia (4 de junio de 1728-26 de junio de 1778), murió soltera.
12. Juliana María (4 de septiembre de 1729-10 de octubre de 1796), casada con Federico V de Dinamarca, con descendencia.
13. Federico Guillermo (1731-1732), murió en la infancia.
14. Federico Francisco (8 de junio de 1732-14 de octubre de 1758), murió soltero.